# Cosroes-Isdigerdes
Cosroes-Isdigerdes (Husraw-Yazdgerd) foi um oficial sassânida do século V, ativo durante o reinado do xá Isdigerdes I (r. 399–420). Aparece em 410, quando foi enviado com Mir-Sapor como representante do rei no concílio nestoriano de Selêucia-Ctesifonte. Ele é o segundo indivíduo conhecido a ocupar a posição de grão-framadar (grão-vizir) do Império Sassânida após Abursã, ativo sob Artaxer I (r. 224–242), e se sabe que foi sucedido por Mir-Narses.

## Nome
Osroes (em grego: Οσρόης, Osróēs) ou Cosroes (Χοσρόης, Chosróēs) é a variante grega e latina do parta e persa médio Cusrou (𐭇𐭅𐭎𐭓𐭅, Xusrōw) ou Cusrau (Xusraw), que por sua vez deriva do avéstico Haosraua (Haosrauuah), "aquele que tem boa fama". Foi registrado em armênio como Cosrove (Խոսրով, Xosrov), em árabe como Quisra (كسرى, Kisra) em persa novo como Cosrove (خسرو, Ḫosrow).